# Helotrephidae
Helotrephidae is een familie van wantsen. De familie werd voor het eerst wetenschappelijk beschreven door Esaki & China in 1927.

## Uiterlijk
Ze zijn waarschijnlijk verwant aan de Pleidae (dwergbootsmannetjes) en lijken daar sterk op maar bij de Helotrephidae is het borststuk vergroeid met de kop. Ze hebben antennes met slechts twee segmenten. De vleugels zijn meestal onderontwikkeld en ze kunnen dus niet vliegen. 

## Levenswijze
De wantsen lopen of zwemmen onder water tussen de waterplanten. Ze hebben een voorkeur voor stilstaand of langzaam stromend water in de schaduw in bosrijke omgeving. De soorten zijn voornamelijk jagers die zich voeden met kleine ongewervelden die via de steeksnuit worden leeggezogen. Ze nemen een belletje lucht mee onder hun lichaam, vanaf het wateroppervlak zodat ze daar onderwater van kunnen ademen.  

## Voorkomen
Soorten uit deze familie komen voornamelijk voor in tropische gebieden in Azië, Afrika en Zuid-Amerika

## Taxonomie
De familie bevat de volgende onderfamilies:

- Fischerotrephinae Zettel, 1994
- Helotrephinae Esaki & China, 1927
- Idiocorinae Esaki & China, 1927
- Neotrephinae China, 1940
- Trephotomasinae Papáček, Štys & Tonner, 1989